# Гусєв Сергій Іванович (радянський партійний діяч)
Сергій Іванович Гусєв (справжнє ім'я — Яків Давидович Драбкін; 13 (1) січня 1874, село Сапожок Рязанської губернії, тепер Рязанської області, Російська Федерація — 10 червня 1933, Москва, Російська Федерація) — російський революціонер, більшовик. Радянський партійний, державний і військовий діяч. Перший начальник політуправління РСЧА (1921—1922), завідувач відділу друку ЦК ВКП(б) (1926—1928). Автор праць на історичні, економічні та військові теми. Відзначався як один з провідних переписувачів історії Громадянської війни на користь Сталіна, якого також активно підтримував у його боротьбі з Троцьким. Кандидат у члени ЦК РСДРП з квітня по грудень 1905 року. Кандидат у члени ЦК РКП(б) у квітні 1920 — квітні 1923 року. Член Центральної контрольної комісії ВКП(б) у 1923—1933 роках і член Президії та основний секретар Секретаріату ЦКК ВКП(б) у 1923—1927 роках.

## Життєпис
Народився в поселені Сапожок (нині Рязанська область Росії), син вчителя. Єврей. Закінчив Ростовське реальне училище у 1892 році. У 1893 році намагався поступити у Петербурзький технологічний інститут, але не був прийнятий, у 1896 році таки був прийнятий до цього інституту.
У 1896 році також вступив у Союз боротьби за визволення робітничого класу. Після участі у студентській демонстрації 4 березня 1897 року був заарештований 21 березня, під час обшуку у нього були знайдені соціал-демократичні брошури. У цьому ж році і Гусєв був висланий до Оренбурга, де пробув 2 роки під гласним наглядом поліції. З 1899 року член Донського комітету РСДРП, проводив пропагандистську та агітаційну роботу серед робітників. З появою перших номерів ленінської «Искри» – Гусєв став «активним искровцем». Працював у донському партійному комітеті РСДРП, який очолював деякий час. У 1900-1901 їздив на 8 місяців до Брюсселя. 
Один із керівників ростовського страйку 1902 року і березневої демонстрації 1903 року. Делегат II з'їзду РСДРП. За дорученням Леніна восени 1903 об'їхав південні міста (Київ, Одесу, Миколаїв, Харків) з доповідями про роботу з'їзду. У своїх виступах відстоював ленінську позицію, і був його помічником у боротьбі з меншовиками. Потім виїхав за кордон, де залишався (Женева, Париж) до листопада 1904 року, брав участь у «Женевській нараді 22-х більшовиків» в серпні 1904 року. Секретар бюро комітету більшості, яке було створено на цій нараді для підготовки 3-го з’їзду партії.
Учасник революції 1905 року, з грудня 1904 по травень 1905 секретар Петербурзького комітету РСДРП. Потім секретар Одеського комітету РСДРП(б). Під час прибуття до Одеси повсталого броненосця «Князь Потьомкін-Таврійський» написав Леніну лист, в якому пропонував скористатися ситуацією, захопити в свої руки владу в місті і створити Тимчасовий революційний уряд. З 1906 року член Московського комітету РСДРП, партійний організатор залізничного району Москви. Навесні 1906 року їздив до Стокгольма на IV з'їзд РСДРП. У вересні 1906 був заарештований у Москві. Провів у в'язниці 9 місяців, а потім був висланий до міста Берьозов Тобольської губернії. Через рік був переведений до Тобольська, звідки навесні 1909 року втік.
З 1909 року на партійній роботі в Петербурзі. Проявляв інтерес до військової справи, працював у 1909-1911 роках коректором «Військовій енциклопедії», що видавалася І.Д. Ситіним.

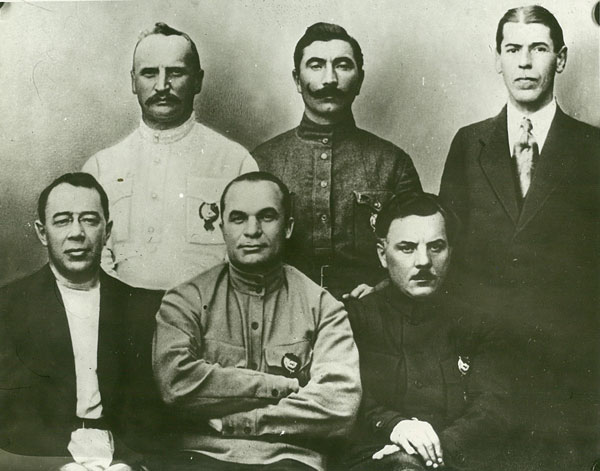
Група командувачів.
Сидять: член Реввійськради Республіки С.І.Гусєв, командуючий військами Південно-Західного фронту О.І.Єгоров, член Реввійськради 1-ї кінної армії К.Є.Ворошилов.
Стоять: начальник штабу Південно-Західного фронту М.М.Петін, командуючий 1-ю кінною армією С.М.Будьонний, начальник оперативного управління Польового штабу Реввійськради Республіки Б.М.Шапошников. 1921 рік

У 1910 відійшов від партійної роботи, яку відновив тільки в 1917 році. За автобіографічними відомостями це було пов’язано із нервовим захворюванням та через загальні побутові труднощі пов'язані із своїм нелегальним становищем.
У жовтні 1917 року, під час Жовтневого перевороту — секретар Петроградського військово-революційного комітету. З лютого по березень 1918 року — секретар Комітету революційної оборони Петрограда, керуючий справами Північної комуни в Петрограді.
У роки Громадянської війни був членом Революційних військових рад багатьох фронтів та армій: був членом Реввійськради (РВР) 5-ї та 2-ї армій Східного фронту (19 вересня — 10 грудня 1918), із 10 грудня 1918 по 5 червня 1919 року — Східного фронту, в червні — 4 грудня 1919 року — командувач Московського сектора оборони, воєнний комісар Польового штабу Реввійськради Республіки.
У червні — грудні 1919 і з травня 1921 по серпень 1923 року — член РВР Республіки. З липня 1919 року близько півроку в його безпосередньому підпорядкуванні знаходилися органи радянської військової розвідки.
Член РВР Південно-Східного (з 11 грудня 1919 по 16 січня 1920 року), Кавказького (16 січня — 29 серпня 1920), Південно-Західного (29 серпня — 14 жовтня 1920) і Південного (14 жовтня — 10 грудня 1920) фронтів.
З січня 1921 по лютий 1922 року — начальник Політичного управління РВРР.
З 29 січня 1922 по 8 квітня 1924 року — член РВР Західного фронту. У лютому 1922 року ЦК відрядило Гусєва в Ташкент як голову Туркестанського бюро ЦК РКП(б). Був також там членом РВР Туркестанського фронту.
Різко виступав проти використання в Червоній армії військспеців, через що вступив у конфлікт з Л.Д. Троцьким, що стало однією з причин відставки Гусєва з поста начальника політуправління. Вважаючи себе великим військовим діячем, Гусєв разом з М.В. Фрунзе зробив спробу скласти «Пролетарську військову доктрину», яка з огляду на дилетантство авторів була відкинута Троцьким. Проте після того коли Троцького у 1929-у році вигнали із СРСР, та згодом почались відкриті гоніння на троцькістів, Гусєва в пізнішій радянській історіографії вже характеризували як «непримиримого борця з троцькізмом по військовим питанням».
26 квітня 1923 — 2 грудня 1927 року — основний секретар Секретаріату Центральної контрольної комісії РКП(б).
У 1923—1925 роках — член колегії Наркомату робітничо-селянської інспекції СРСР. У 1924 році очолив комісію ЦК РКП(б) по дослідженню стану РСЧА, керуючий Військово-морською інспекцією Народного комісаріату робітничо-селянської інспекції СРСР.
У березні 1926 — березні 1928 року — завідувач відділу друку ЦК ВКП(б).
З 1928 року — керівник Центрально-Європейського секретаріату Комуністичного Інтернаціоналу (Комінтерну). У вересні 1928 — 1929 року — кандидат у члени виконавчого комітету Комуністичного Інтернаціоналу. У 1929 — 10 червня 1933 року — член виконавчого комітету Комуністичного Інтернаціоналу. У квітні 1931 — 10 червня 1933 року — кандидат у члени Президії виконавчого комітету Комуністичного Інтернаціоналу.
Автор праць з історії Громадянської війни.

## Родина
Дружина – Драбкіна Феодосія Іллівна (партійний псевдонім Наташа, уроджена Фейга Іллівна Капелевіч 1883—1957). Більшовичка. За однією з відомих версій Ф.І. Драбкіна, якій привселюдно симпатизував Сталін, стала причиною самогубства Надії Аллілуєвої, дружини Сталіна.
Дочка – Драбкіна Єлизавета Яківна (1901-1974) письменниця, кандидат історичних наук, була професором інституту Марксизму-Ленінізму. З 1926 року доєдналась до троцькістської опозиції, за що багато разів заарештовувалась починаючи з 1933 року і фактично по 1956 рік знаходилась у таборах, де через побої втратила слух, бездітна.

## Праці
- Реорганизация Рабоче-Крестьянской Красной Армии. Материалы к X съезду РКП. Военная типография штаба РККА. М., 1921.
- Співавтор Фрунзе М.В. Уроки гражданской войны. Изд. 2-е. 1921.
- Гражданскаявойна и Красная Армия. Сборник статей. Воениздат. М., 1958.